# Aghori Mhori Mei
Aghori Mhori Mei es el decimotercer álbum de estudio de la banda estadounidense de rock alternativo The Smashing Pumpkins. Fue lanzado digitalmente el 2 de agosto de 2024 a través de los sellos Martha's Music y Thirty Tigers, mientras que las ediciones físicas se publicaron el 22 de noviembre del mismo año. Es el primer disco del grupo sin la participación del guitarrista Jeff Schroeder desde Zeitgeist, tras su salida en 2023. Compuesto y producido por Billy Corgan, el álbum se desarrolló a lo largo de dos años y ha sido descrito como un «disco de guitarra de rock and roll». Su sonido abarca géneros como el rock progresivo y el heavy metal, con una instrumentación centrada en la guitarra, el bajo y la batería, aunque algunas canciones de tempo medio incorporan sintetizadores y arreglos orquestales.
«Sighommi», su primer sencillo oficial, se estrenó junto con el álbum. La recepción crítica y del público fue en general positiva, que destacó el regreso de la banda a un sonido más familiar, con una estética más pesada que remite a sus primeros trabajos. Sin embargo, algunos críticos manifestaron reservas en torno a su producción y mezcla, especialmente respecto al tratamiento de las voces y su integración en la textura sonora general.

## Antecedentes y desarrollo
En diciembre de 2022, el baterista Jimmy Chamberlin anunció a través de su cuenta oficial de Instagram que la banda había regresado al estudio de grabación. En mayo de 2023, Corgan confirmó que el grupo ya trabajaba en un nuevo álbum, concebido como una continuación de su proyecto anterior Atum: A Rock Opera in Three Acts. En una fase inicial, la banda grabó unas 20 canciones, aunque Corgan indicó que su intención era seleccionar entre 10 y 12 para el lanzamiento final. Describió el proyecto como «un disco de guitarra de rock and roll puro», y lo comparó estilísticamente con la era de Siamese Dream y Mellon Collie and the Infinite Sadness, y aseguró que «suena mucho a esa versión de la banda».
En junio de 2024, Corgan ofreció una actualización sobre el progreso del álbum, señalando que llevaban casi dos años trabajando en él. Comentó además sobre la presión de grabar bajo plazos estrictos: «No es saludable, pero me he acostumbrado con los años». Reiteró que se trataba de un disco «muy roquero, con guitarras, a la vieja escuela», y aseguró que los seguidores de larga data «estarán contentos, por una vez». Durante una entrevista con la emisora Audacy en agosto de 2024, profundizó en la idea de retomar la mentalidad de la época Siamese Dream sin intentar reproducir su sonido. «Vuelves a lo clásico, pero con una nueva versión de ti mismo», explicó, y añadió que para ello recurrieron a métodos tradicionales: «Simplemente avanzas hacia nuevos horizontes, buenos y malos. Te llevas tus golpes en el camino». La producción del álbum estuvo a cargo de Corgan junto al colaborador habitual de la banda, Howard Willing.

## Contenido

### Composición
La edición estándar de Aghori Mhori Mei incluye diez canciones, todas compuestas y producidas por Corgan, con la colaboración de Willing en la producción. El álbum fusiona elementos de rock progresivo y alternativo, así como heavy metal y toques de pop, con influencias de Black Sabbath y Dio. Algunas pistas, como «Goeth the Fall», presentan un estilo de balada de tempo medio, mientras que «Who Goes There» se inclina hacia una estética más cercana al pop melancólico.

### Título
El significado del título Aghori Mhori Mei ha suscitado debate en diversas publicaciones, que han intentado descifrar su origen y sentido. La revista Classic Rock recurrió incluso a ChatGPT para desentrañar su significado, si bien sin éxito definitivo; no obstante, aportó que «Aghori» hace referencia a una secta de ascetas hindúes «conocidos por sus prácticas poco convencionales». De manera similar, en su reseña del disco, Beats Per Minute coincidió en que «Aghori» alude a este grupo ascético, e interpretó «Mhori» como una variación de la palabra sánscrita Mahori («hermoso» o «atractivo»), mientras que vinculó «Mei» con un término posesivo en hindi.

## Lanzamiento y promoción
Aghori Mhori Mei se publicó el 2 de agosto de 2024 a través del sello Martha's Music y estuvo disponible inicialmente en plataformas de streaming y tiendas digitales. Las ediciones físicas llegaron el 22 de noviembre de 2024, entre las que destacó una versión exclusiva en vinilo titulada Aghori Mhori Mei: Madame ZuZu’s edition, vendida únicamente en la tienda de té Madame ZuZu's de Chicago, propiedad de Corgan. Él explicó que ninguno de los temas aparecería como sencillo previo porque deseaban que el álbum se descubriera y valorara como un conjunto completo, sin «prejuicios» basados en un único corte. No obstante, el tema «Sighommi» se lanzó como primer sencillo el mismo día que salió el disco y fue promocionado en estaciones de radio de formatos alternativo y rock en Estados Unidos, y se convirtió en la pista más añadida a estas emisoras durante su primera semana. Para acompañar el lanzamiento, la banda publicó una serie de vídeos alterados mediante inteligencia artificial, en los que Corgan presenta el álbum en distintos idiomas, como francés, alemán y japonés.

## Recepción crítica
Según el agregador de reseñas Metacritic, Aghori Mhori Mei obtuvo reseñas «generalmente favorables», con una puntuación media ponderada de 78 sobre 100 basada en nueve críticas. Varios medios lo valoraron como un regreso al estilo original de la banda. Matt Collar, de AllMusic, lo describió como «una pira de rock & roll iluminada por el mito y la memoria». Kerrang! afirmó que se siente «como el verdadero regreso», brindando «un disco excelente que sugiere posibilidades fascinantes de cara al futuro». Para Clash, The Smashing Pumpkins estaban «de vuelta y listos para armar un escándalo», definiendo el disco como «una grata sorpresa de uno de los actos más impredecibles del rock». John Wohlmacher, de Beats Per Minute, lo calificó de «obra completamente formada y cohesionada». En cuanto a la recepción entre el público, fue bien acogido y llegó a encabezar la encuesta All‑Genre Poll de Billboard, en la que los aficionados eligieron su lanzamiento favorito de la semana.
No obstante, algunas críticas fueron más comedidas o señalaron puntos débiles. Rolling Stone apuntó que, aunque la banda «ha perdido poco de su fuerza bruta», su regreso al rock los convierte en «un grupo de metal implacable y a menudo opresivo». Lauren Murphy, de The Irish Times, ofreció una reseña mixta: indicó que el disco «cumple con las expectativas, en su mayor parte», y destacó «Goeth the Fall» como uno de sus momentos más sobresalientes. Varios críticos también se centraron en la producción y mezcla. Clash señaló la escasez de dinámica y el exceso de tratamiento vocal en discos recientes (citando Cyr y Atum como ejemplos), aunque valoró el «gran avance» de este trabajo y sugirió «colaborar con un productor externo» en el futuro. Sputnikmusic coincidió en que la producción en ocasiones «lucha por ocultar su propia artificiosidad», pero admitió que representa «un paso adelante frente a sus proyectos anteriores». Beats Per Minute criticó la mezcla vocal de Willing, tachándola de «visiblemente digital» y acusándole de «añadir agudos metálicos» de forma poco favorecedora.

## Lista de canciones
Todas las letras escritas por Billy Corgan.
| Aghori Mhori Mei — edición estándar |                        |          |  |
| N.º                                 | Título                 | Duración |  |
| 1.                                  | «Edin»                 | 6:46     |  |
| 2.                                  | «Pentagrams»           | 6:25     |  |
| 3.                                  | «Sighommi»             | 2:54     |  |
| 4.                                  | «Pentecost»            | 3:18     |  |
| 5.                                  | «War Dreams of Itself» | 3:28     |  |
| 6.                                  | «Who Goes There»       | 3:28     |  |
| 7.                                  | «999»                  | 5:43     |  |
| 8.                                  | «Goeth the Fall»       | 3:25     |  |
| 9.                                  | «Sicarus»              | 4:15     |  |
| 10.                                 | «Murnau»               | 4:59     |  |

## Créditos y personal
The Smashing Pumpkins
- Billy Corgan —  voz, guitarra, bajo, teclado, producción.
- Jimmy Chamberlin — batería.
- James Iha — guitarra.

Personal adicional
- Katie Cole — voces adicionales.
- Jenna Fournier — voces adicionales.
- Howard Willing — mezcla.
- Andrew Scheps — mezcla (pistas 1-9).
- Ryan Hewitt — mezcla (pista 10).

## Posicionamiento en listas
| Lista (2024)                        | Mejor posición |
| ----------------------------------- | -------------- |
| Bélgica (Ultratop valona)           | 101            |
| Alemania (Media Control Charts)     | 51             |
| Escocia (Scottish Albums Chart)     | 17             |
| Suiza (Schweizer Hitparade)         | 22             |
| Reino Unido (UK Album Downloads)    | 6              |
| Reino Unido (UK Independent Albums) | 9              |
| Estados Unidos (Billboard 200)      | 130            |
| Estados Unidos (Independent Albums) | 19             |